# Arsenał kremlowski
Arsenał kremlowski (ros. Арсенал Московского Кремля) – były arsenał zbudowany na terenie moskiewskiego kremla w Rosji. Początkowo zbudowany w 1736 roku, był przebudowywany kilka razy. Pozostaje w służbie wojskowej do tej pory, w odróżnieniu od Zbrojowni kremlowskiej, innego arsenału w murach Kremla, który jest obecnie muzeum. Budynek jest niedostępny dla turystów, którzy mogą zobaczyć jedynie część krótkiej elewacji południowej przy wjeździe na teren Kremla. Arsenał kremlowski jest obecnie siedzibą dla pułku Kremla, który stanowi główną jednostkę bezpieczeństwa dla prezydenta Rosji i już wschodnia elewacja jest wysoce zabezpieczona i ograniczona obszarem zamkniętym dla publiczności.